# 三国虚构人物列表
以下是三国时期的虚构人物列表。列表主要包括14世纪罗贯中历史小说《三国演义》和其他三国文化参考资料中的角色。

## 在《三國演義》中

### 第一回
- 南華老仙，將《太平要術》傳授給張角的仙人。原型大致为唐玄宗年间受封为南华真人的庄周（《庄子》作者）。
- 程遠志，黃巾軍將領，被關羽所殺。
- 鄧茂，黃巾軍副將，被張飛所殺。
- 龔景，青州太守（當為刺史）。被黄巾軍攻打時向幽州太守（當為刺史）劉焉求援。正史中當時青州刺史為黃琬，幽州刺史為郭勳。
- 程曠，宦官，十常侍之一。原型為正史所載中常侍程璜，但程璜並非十常侍之一。

### 第二回
- 嚴政，張寶部將。在朱儁和劉備攻擊下，他自知必敗，殺張寶後投降。
- 高昇，張寶部將。被張飛所殺。
- 孫仲，黃巾軍將領，和韓忠、趙弘一同佔據宛城，他們被朱儁和劉備擊敗。孫仲逃跑時被劉備所殺。原型為正史所載黃巾别帥孫夏。
- 劉恢，代州太守（正史中代州并非东汉所设州，代地一般指今山西北部及内蒙部分区域，东汉时属于并州）。為劉備提供幫助。

### 第三回
- 趙萌，東漢右軍校尉。原型為正史所載助軍左校尉趙融。
- 崔毅，崔烈弟。

### 第四回
- 丁管，東漢尚書，董卓欲廢立時出來大罵被處死。原型為正史所載時任尚書的丁宫，但史書中丁宫的態度則是支持董卓廢立，並没有被處死一事。

### 第五回
- 鮑忠，鮑信弟。在汜水關附近被華雄突襲殺死。原型為正史所載鲍信弟鮑韜。
- 俞涉，袁術部將。在汜水關外與華雄單挑被殺。
- 潘鳳，韓馥部將。在汜水關外與華雄單挑被殺。
- 穆順，張楊部將。在虎牢關外與呂布單挑被殺，原型為正史所載繆尚，《文選》收錄的陳琳《檄吳將校部曲文》作樛尚。
- 方悦，王匡部將。在虎牢關外與呂布單挑被殺。
- 衛弘，贊助曹操者。原型為正史所載曹操好友衛茲。
- 武安國，孔融部將。在虎牢關外與呂布交戰，手腕被呂布砍斷後退走。
- 趙岑，董卓部下低級將領。

### 第六回
- 范康，八俊之一。原型為正史所載苑康。

### 第七回
- 關純，韓馥別駕。原型為正史所載閔純。
- 吳國太，孫堅原配吳夫人之妹。她也嫁给孫堅，生孫朗和孫夫人。正史並未記載孫朗與孫夫人生母為誰，一说原型為正史孫堅之妾丁氏，生孫堅庶子孙朗，與《三國演義》所说吳國太所生之子相符。

### 第八回
- 貂蟬，王允養女。她使呂布和董卓反目。原型為正史所載與呂布私通之董卓侍婢。

### 第十回
- 李别，李傕侄。被許褚所殺。原型為正史所載李傕侄李利。

### 第十一回
- 宗寶，孔融部將。被管亥所殺。原型為正史所載鄭玄之子鄭益。
- 火德星君，道教神祇，因麋竺有大德，决定延迟燒他家，给他时间疏散他的家人（该段情节取材自《三国志·糜竺传》裴松之引《搜神记》：竺尝从洛归，未达家数十里，路傍见一妇人，从竺求寄载。行可数里，妇谢去，谓竺曰：“我天使也，当往烧东海麋竺家，感君见载，故以相语。”竺因私请之，妇曰：“不可得不烧。如此，君可驰去，我当缓行，日中火当发。”竺乃还家，遽出财物，日中而火大发。）。

### 第十三回
- 崔勇，郭汜部將。被徐晃所殺。

### 第十四回
- 荀正，袁術帳下將軍紀靈的副將。袁術以上將紀靈為主將、荀正為副將，率兵十萬攻打权知徐州的劉備。在盱眙會戰时，紀靈與關羽交戰，三十合後退走。紀靈派荀正出馬。關羽說：「只教紀靈來，與他決個雌雄！」荀正說：「汝乃無名下將，非紀將軍對手。」關羽大怒，拍馬舞刀，直取荀正，只一合斬荀正於馬下。
- 范成，曹操部下洛陽令。

### 第十五回
- 陳橫，軍閥劉繇的部属。孫策攻建業時和薛禮、張英一同守城。被蔣欽所殺（《三國志·孫策傳》“繇遣樊能、于麋、陳横屯江津”中“陳横”一名是衍文，應為“繇遣樊能、于麋東屯横江津”）。
- 楊大將，袁術長史。原型為正史所載楊弘。《三國志·孫策傳》：“術死，長史楊弘、大將張勳等將其眾欲就策……”“楊大将”一名疑“弘”字脱漏所致。

### 第十六回
- 嚴氏，呂布原配，與呂布生有一女。正史並未記載呂布妻姓氏，一說為魏續之姐妹。
- 曹氏，呂布次妻，曹豹女。
- 鄒氏，張繡叔父張濟遺孀。張繡投降後，曹操佔據宛城時將其強佔。張繡為此不悦，突襲曹操，引發了宛城之戰。正史並未記載張濟遺孀姓氏。

### 第十七回
- 梁剛，袁術部將。原型為正史所載梁綱。
- 王垕，曹操典倉吏。士兵為食物短缺而憤怒，曹操為平息士兵們的憤怒而以盜竊官糧為由將王垕處死。《三國志·武帝紀》裴注引《曹瞞傳》有記載類似事件，但没有記載王垕原型的姓名。
- 雷敘，張繡部將。
- 張先，張繡部將。被許褚所殺。

### 第十九回
- 劉安，獵户。
- 劉安之妻，劉安因未寻到野味給劉備果腹，故殺妻後割取臂上肉供劉備食用。

### 第二十回
- 劉昂，劉備先祖，沛侯，劉貞之子。
- 劉祿，劉備先祖，漳侯，劉昂之子。
- 劉戀，劉備先祖，沂水侯，劉祿之子。
- 劉英，劉備先祖，欽陽侯，劉戀之子。
- 劉建，劉備先祖，安國侯，劉英之子。
- 劉哀，劉備先祖，廣陵侯，劉建之子。
- 劉憲，劉備先祖，膠水侯，劉哀之子。
- 劉舒，劉備先祖，祖邑侯，劉憲之子。
- 劉誼，劉備先祖，祁陽侯，劉舒之子。
- 劉必，劉備先祖，原澤侯，劉誼之子。
- 劉達，劉備先祖，潁川侯，劉必之子。
- 劉不疑，劉備先祖，豐靈侯，劉達之子。
- 劉惠，劉備先祖，濟川侯，劉不疑之子。

《三國演義》記載劉備世係為：孝景皇帝生十四子。第七子乃中山靖王劉勝。勝生陸城亭侯劉貞。貞生沛侯劉昂。昂生漳侯劉祿。祿生沂水侯劉戀。戀生欽陽侯劉英。英生安國侯劉建。建生廣陵侯劉哀。哀生膠水侯劉憲。憲生祖邑侯劉舒。舒生祁陽侯劉誼。誼生原澤侯劉必。必生潁川侯劉達。達生豐靈侯劉不疑。不疑生濟川侯劉惠。惠生東郡范令劉雄。雄生劉弘。弘不仕。劉備乃劉弘之子也。其中僅劉貞、劉雄（劉備祖父）和劉弘（劉備父）見於史料記載。
按《三國演義》劉備世係排列，劉備當為漢景帝十八代孫。而漢獻帝為漢景帝十三世孫（光武帝劉秀為漢景帝六世孫，漢獻帝為光武帝七世孫），故劉備非但不是漢獻帝的長輩，而且比漢獻帝小了五輩，此處當為作者寫作失誤。

### 第二十一回
- 路昭，曹操部將。原型為正史所載路招。

### 第二十三回
- 吉太，字稱平，人皆呼為吉平，太醫。原型為正史所載太醫令吉本（《後漢書·耿弇傳》作吉丕）。历史上吉本被殺是因参與耿紀事件而非董承事件。
- 秦慶童，董承家奴，被發現與主人的妾雲英私通，害怕有性命之憂而背叛董承將将董承謀殺曹操的計劃通知曹操。
- 雲英，董承妾，與秦慶童私通。

### 第二十七回
- 杜遠，原黃巾軍叛將，成為匪首。他將關羽所護送的劉備夫人們綁架到自己的地盤。因欲侵犯劉備夫人，被同伙廖化所殺。
- 胡華，胡班父。退休前曾在漢桓帝年間為議郎。他見到關羽，給他一封信，請他把信交給他在滎陽的兒子胡班。
- 孔秀，曹操部將。東嶺關守將，拒絕放行關羽，被關羽所殺。
- 韓福，曹操部下洛陽太守。在洛陽城外設伏並向關羽射箭，傷其臂，被關羽所殺。
- 孟坦，韓福部將。試圖在洛陽城外伏殺關羽時被關羽所殺。
- 卞喜，曹操部將。汜水關守將。他假裝歡迎關羽，請關羽到他秘密設伏的鎮國寺赴宴。關羽發現埋伏，殺卞喜，安全通過汜水關。
- 普淨，鎮國寺僧人，關羽同鄉。他警告關羽卞喜有埋伏。普淨後來離開寺廟化緣而去。普淨在荊州玉泉山修行時，關羽被吳主孫權俘殺。第七十七回，關羽的靈魂到玉泉山，說呂蒙將他殺死，普淨說“今將軍為呂蒙所害，大呼『還我頭來』，然則顏良、文醜，五關六將等眾人之頭，又將向誰索要啊？”關羽恍然大悟，稽首皈依而去。
- 王植，曹操部下滎陽太守。與韓福是親家。他假裝歡迎關羽，讓關羽停居客舍。當夜，他派部下圍住客舍放火燒之，希望殺死關羽，但關羽在胡班通風報信後已逃離。王植率人追上關羽，被關羽所殺。
- 胡班，胡華子。王植部將。他以王植的計劃警告關羽，幫助關羽逃離滎陽。
- 秦琪，曹操將領夏侯惇部將，蔡陽外甥。把守黃河南岸渡口。他拒絕許可關羽渡河，被關羽怒殺。

### 第二十八回
- 關定，關平父。正史關平為關羽親生兒子（長子）。
- 關寧，關平兄。
- 郭常，其子欲偷關羽坐騎赤兔馬。
- 裴元紹，原黃巾叛將，與周倉在臥牛山建立了一個匪徒根據地。關羽路過時，二人表忠於他，追隨之。周倉陪伴關羽，裴元紹留守。不久，裴元紹試圖偷取趙雲的馬，被趙雲殺死。
- 周倉，原黄巾军叛将，宣誓效忠关羽。得知關羽陣亡後自殺。正史無其記載，《山西通志》有記載。

### 第三十回
- 辛明，袁紹部將。

### 第三十二回
- 汪昭，袁譚部將。被徐晃所殺。
- 岑璧，袁譚部將。袁譚攻其異母弟袁尚时，岑璧為先鋒。在单挑中被吕曠所殺。

### 第三十三回
- 彭安，袁譚部將。被徐晃所殺。
- 烏桓觸，幽州刺史。白狼山之戰時投降曹操。「烏桓觸」一名疑為將《三國志·袁紹傳》「熙、尚為其將焦觸、張南所攻，奔遼西烏丸。觸自號幽州刺史」錯誤斷句為「熙、尚為其將焦觸、張南所攻，奔遼西。烏丸觸自號幽州刺史」所致，正史上應與焦觸為同一人。

### 第三十四回
- 張武，江夏匪首，常滋擾荆州牧劉表。劉備當時客居劉表處，助其剿匪。張武被趙雲所殺。原型為正史所載江夏賊人張虎。
- 陳孫，張武同伴。被張飛所殺。原型為正史所載江夏賊人陳生（《後漢書·劉表傳》作陳坐）。江夏地區的變民軍首領張虎、陳生聚眾占據襄陽城。朝廷任命的荊州牧劉表派遣蒯越與龐季到襄陽說降張虎、陳生，劉表於是平定荊州的江南地區[1]。在小說《三國演義》中，荊州劉表和孫堅相争之時，陳生和張虎跟隨劉表部下黄祖出戰孫堅。張虎和孫堅部將韓當大戰三十餘合，陳生見張虎力怯，飛馬來助。孙策扯弓搭箭，正射中陳生面門[2]。古本演義（嘉靖本、黃正甫本等）中，劉備依附劉表後，張虎、陳生在江夏擄掠人民，共謀造反。張虎被趙雲一槍刺落馬下。陳生見了，隨趕來奪。張飛大喝一聲，挺矛直出，將陳生刺死。毛宗崗本把第二次出場的張虎、陳生改成張武、陳孫[3]。

### 第三十六回
- 劉泌，長沙郡人，樊城令，漢室宗親，劉封的舅舅。
- 徐康，徐庶之弟，早亡。程昱向曹操介绍徐庶時說，徐庶幼喪其父，止有老母在堂。現今其弟徐康已亡，老母無人侍養。

### 第四十回
- 李，劉表幕官。被蔡瑁處死。

### 第四十一回
- 夏侯恩，曹操部将。背负曹操宝剑青釭劍。试图阻拦赵云时被赵云所杀，剑被赵云夺走。
- 淳于导，曹仁部将。被赵云所杀。
- 晏明，曹洪部将。被赵云所杀。
- 钟缙，夏侯惇部将。被赵云所杀。
- 钟绅，夏侯惇部将。被赵云所杀。

### 第四十二回
- 夏侯傑，曹操下级部将。张飞在长坂桥对曹操军叫阵时被吓死。嘉靖版作「夏侯霸」。
- 吳臣，蒼梧太守。原型為正史所載吳巨。

### 第四十五回
- 蔡勳，蔡瑁弟。初效力刘表，刘表继承人刘琮投降曹操后效力曹操。在赤壁之战前曹操军和孙权军之间的一场前哨战中，被甘宁所杀。
- 蔡中，蔡瑁族弟，蔡和之兄。刘琮投降曹操后效力曹操。和蔡和一同去孙权营，诈降孙权，为曹操做间谍。赤壁之战中被甘宁所杀。
- 蔡和，蔡瑁族弟，蔡中之弟。刘琮投降曹操后效力曹操。和蔡中一同去孙权营，诈降孙权，为曹操做间谍。孙权都督周瑜知道他是间谍，故意利用他在敌营散播假消息，使曹操误信黄盖来降。赤壁之战前被周瑜处决。

### 第四十八回
- 吕通，曹操部将，仅在此出现一次。黄正甫本《三国志传》为李通，当为李通之误。传统作家C. H. 布雷维特·泰勒在他的英文版《三国演义》中认定他就是真实存在的曹操部将李通。再者，似乎显然曹操正在为即将到来的大战（赤壁之战）重聚他的顶级战士，下一章中却没有吕通出现，所以这可能是一个重复。

### 第五十二回
- 刘贤，零陵太守刘度之子。和邢道荣一同试图伏击刘备军，但被张飞俘虏。刘备释放他，他出于感激说服其父投降刘备。
- 邢道荣，刘度部下上将。使一柄开山大斧。刘备攻刘度时，邢道荣和刘备将张飞、赵云单挑，被败俘。他诈降刘备，想诱刘备军进入圈套，但失策并被赵云杀死。
- 鲍隆，趙範部将。被赵云所杀。
- 陈应，趙範属下管军校尉。他和鲍隆原为桂阳嶺山鄉獵戶，兵器是钢叉。赵雲攻桂阳郡，赵範想要归降，他劝说赵範出兵相拒，陈应率军三千挑战赵云。与赵云交锋便被生擒。赵範归降后，想把寡嫂樊氏嫁给赵雲为妻。赵雲大怒，殴打赵範。赵範怀恨，与陈应、鲍隆商议，陈应、鲍隆诈降赵云，说赵範想用美人计，意图暗杀赵云。赵云识破二人之计，灌醉及斩杀二人，並擒获赵範。

### 第五十三回
- 巩志，武陵太守金旋从事。刘备将张飞攻武陵时，他劝金旋投降，不被采纳。巩志后杀金旋，投降张飞。刘备任他为武陵太守以代金旋。
- 杨龄，韩玄部下管军校尉。被关羽所杀。
- 贾华，孙权部将。在合肥之战中与宋谦一同护卫孙权，乐进杀入孙权阵中，砍断二人画戟。孙权命他设伏，在刘备于甘露寺会见吴国太时杀死刘备。但刘备觉察了，向吴国太求饶命。吴国太对孙权谋害刘备并不知情，震惊，将伏兵喝出。吴国太愤怒，想处死贾华，在孙权介入下放过了他。
- 戈定，太史慈同乡。与合肥城中叛变的后槽计划杀曹操的合肥守将张辽，开城门迎孙权军。当夜，戈定与后槽在城中放火生乱，却被擒杀。张辽识破敌军计划，决定将计就计，设下埋伏，打开城门诱敌入城。太史慈在合肥城外看到火光，认为是戈定的信号，以为戈定已经成功并开门迎他。太史慈冲入城门中，陷入伏击圈，身中数箭。李典、乐进率军从后攻击太史慈。太史慈在陆逊、董袭保护下勉强逃生，但后来因伤在营中去世，享年四十一岁（正史太史慈生于166年，卒于206年，合肥之战时已不在世）。

### 第五十七回
- 黄奎，汉庭侍郎。黄琬子。和马腾合谋推翻曹操，事泄，曹操将其全家处死。
- 李春香，黄奎妾，被曹操处死。
- 苗泽，黄奎妻弟，被曹操处死。

### 第五十八回
- 鍾進，鍾繇弟。被龐德所殺。原型為正史所載鍾繇弟鍾演，但正史庞德并未杀死钟演，却曾在202年奉马腾命帮助曹操与高干作战时杀死钟繇外甥郭援。
- 曹永，曹仁部将。東漢建安十六年（211年），曹操與關西軍閥馬超、韓遂等戰於渭南，他被馬超部將龐德所斬。

### 第六十一回
- 周善，孙权部将，受其派遣接孙夫人回江东。孙夫人带着刘备年幼之子刘禅登上了周善驾驶的船。刘备将赵云追上他们，试图夺回刘禅，与周善及其手下交战。张飞出现帮助赵云，杀周善。

### 第六十二回
- 紫虚上人。锦屏山的一个隐士，预言了刘璋的四位将领劉璝、张任、冷苞、鄧賢的未来、刘备夺取益州、庞统之死。他是天界的大祭司。

### 第六十四回
- 杨松，张鲁谋士。贪心，易被富贵所惑。曾受刘备军贿赂，在张鲁面前中伤马超，使张鲁不信任马超，最终迫使其倒戈投降刘备。后又受曹操军贿赂，迫使庞德投靠曹操。曹操攻南郑时，杨松劝张鲁投降不果；张鲁逃往巴中后，杨松又写密信愿为曹操内应，让曹操进兵。杨松劝张鲁出战，却在张鲁败回时闭门不开，迫使张鲁投降。但曹操认为杨松卖主求荣，将其处死。
- 杨柏，张鲁部将，杨松弟。当马超败给曹操后求助于张鲁时，杨柏阻止他将女儿嫁给马超，导致他们之间发生冲突。他和马超一起去对刘备作战，但马超杀了他，加入了刘备的军队。原型疑為正史所載张鲁部将杨白，与楊帛、杨昂或为同一人。

### 第六十五回
- 刘晙，刘璋部将。被赵云所杀。
- 马汉，刘璋部将。被赵云所杀。
- 龐義，營中司馬。原型為正史所載左將軍司馬龐羲。

### 第六十六回
- 穆顺，宦官，参与谋杀曹操。此事由汉献帝在伏皇后及后父伏完支持下策划。穆顺以送信方式相助，被抓，事泄。曹操将穆顺、皇后、伏完及他们全家处死。
- 衛凱，侍中。原型為正史所載衛覬。

### 第六十七回
- 昌奇，张鲁部将杨任部将。被夏侯渊所杀。

### 第六十九回
- 赵颜，一个被管辂算命的人。今本《搜神記》卷三誤作「顏超」，敦煌本勾道興《搜神記》作「趙顏子」。

### 第七十回
- 夏侯德，夏侯尚兄。定军山之战时，他守卫天荡山。刘备军放火烧其营，夏侯德忙于救火时被刘备将严颜所杀。
- 韓浩，韓玄之弟。定軍山之戰時被劉備將領黃忠所殺。與同在《三國演義》出現的歷史人物韓浩非同一人。

### 第七十一回
- 董紀，蔡琰之夫。原型為正史所載董祀。
- 衛道玠，蔡琰前夫。原型為正史所載衛仲道。
- 慕容烈，曹操部将文聘部将。被赵云所杀。
- 焦炳，曹操部将。被赵云所杀。

### 第七十三回
- 翟元，曹仁部将。在樊城之战中被关平所杀。
- 夏侯存，曹仁部将。在樊城之战中被关羽所杀。

### 第七十四回
- 李氏，庞德妻。

### 第七十七回
- 左咸，孙权主簿。建议主公处死关羽。

### 第七十八回
- 吴押狱，在医生华佗被曹操囚禁时看护他的看守。华佗死在狱中前将所著《青囊书》传给他，希望他可以传承。吴押狱的妻子后来却试图烧了它以免麻烦，吴押狱阻止她，仅救下数页残本。《三国志》记载为华佗临死时将一卷医书传给一狱吏，但狱吏害怕犯法没有接受，华佗便不作强求，索取火将其烧毁。并未记载狱吏姓氏。

### 第八十回
- 祖弼，汉献帝符宝郎。因在献帝被迫退位时不肯交出玉玺，被曹洪命武士处死。
- 尚舉，漢青衣侯。原型為正史所載青衣侯向舉。
- 趙祚，益州別駕。原型為正史所載益州別駕從事趙莋。
- 賴忠，漢太常卿。原型為正史所載太常賴恭。
- 黃權，漢光祿卿。与同在《三国演义》出现的历史人物黄权不是一人。原型為正史所載光祿勳黃柱。
- 何曾，漢從事。与魏晉历史人物何曾不是一同人。原型為正史所載從事祭酒何宗。

### 第八十一回
- 李意，神秘老者，预测蜀汉国运。他警告刘备如果他进攻东吴会发生什么。葛洪《神仙传》中作“李意其”。《历代神仙通鉴》作“李意字意期”。
- 傅彤，中軍護衛。原型為正史所載傅肜。
- 范疆，張飛部下。原型為正史所載范彊。

### 第八十二回
- 谭雄，孙桓部将。在猇亭之战中被关兴所杀。
- 崔禹，朱然部将。在猇亭之战中被张苞所杀。

### 第八十三回
- 夏恂，韩当部将。在猇亭之战中被张苞所杀。
- 周平，周泰弟。在猇亭之战中被关兴所杀。
- 史迹，潘璋部将。被黄忠所杀。

### 第八十四回
- 淳于丹，陆逊部将。原型為正史所載淳于式和鲜于丹的合并。

### 第八十七回
- 关索，关羽第三子，参与诸葛亮南征。
- 鄂焕，高定部将。
- 金环三结，南蛮酋长孟获部将。和董荼那、阿会喃一同守卫南蛮领土反抗诸葛亮率领的蜀军来犯。蜀军趁夜突袭其营寨，金环三结在乱中被赵云所杀。
- 董荼那，孟获部将。和金环三结、阿会喃一同守卫南蛮领土反抗蜀军来犯。金环三结被杀时，董荼那和阿会喃被俘。诸葛亮释放了他们，他们出于感激，决定相助。他们后来推翻孟获，将孟获交给诸葛亮。诸葛亮在孟获抱怨被手下背叛俘虏、没有机会正面一战后（第二次）释放孟获。孟获因董荼那和阿会喃背叛他而将他们处决。
- 阿会喃，孟获部将。和董荼那一同被孟获处决。
- 忙牙长，孟获部将。在战斗中败于蜀将王平，后被马岱所杀。

### 第八十八回
- 孟优，孟获弟。

### 第八十九回
- 朵思大王，秃龙洞洞主，孟获盟友。助孟获抵抗诸葛亮率领的蜀军。秃龙洞外的毒泉水和雾一度延缓蜀军进军。后蜀军打破三江城，朵思大王死于乱军之中。
- 孟节，孟获兄。与孟获和孟优不同，他放弃了旧式的原始生活，更像生活在文明社会。指出如何对抗秃龙洞外毒泉水和雾，帮助了诸葛亮。
- 杨锋，南蛮银冶洞主，孟获盟友。秘密效忠蜀汉，诱骗孟获入陷阱，将其擒获送至诸葛亮处。

### 第九十回
- 祝融夫人，孟获妻。仅在清朝张澍《诸葛忠武侯文集》有载。
- 带来洞主，祝融夫人弟。建议孟获求助于木鹿大王和兀突骨以应对诸葛亮率领的来犯蜀军。
- 木鹿大王，八纳洞主，孟获盟友。有魔法，能改变天气，控制动物并指挥它们作战。在法术帮助下最初对蜀军取得一些胜利，但在诸葛亮的喷火木兽将他的动物吓跑后战败，死于乱军之中。
- 兀突骨，乌戈国国王，孟获盟友。身长丈二，以毒蛇为饭。他的士兵都穿着反复晒干浸油的藤制成的盔甲，轻得能浮在水上，又坚硬得能防住刀箭，他们因而被称为“藤甲兵”。他因刀箭不入的藤甲而最初对蜀军取得一些胜利。但诸葛亮指出藤甲可燃，命手下诱兀突骨及其士兵进入圈套，兀突骨及其军队被放火烧死。
- 土安，兀突骨部下领兵俘长。
- 奚泥，兀突骨部下领兵俘长。

### 第九十一回
- 张韬，郭女王近臣。
- 呂義，蜀漢北伐將領。原型為正史所載呂乂。
- 官雝，蜀漢北伐將領。原型為正史所載上官雝。

### 第九十二回
- 韩德，魏将，随夏侯楙应战第一次诸葛亮北伐。被赵云所杀。
- 韩瑛，韩德长子。被赵云所杀。
- 韩瑶，韩德次子。被赵云所擒。
- 韩琼，韩德三子。被赵云所杀。
- 韩琪，韩德四子。被赵云所杀。
- 潘遂，夏侯楙部将。
- 董禧，夏侯楙部将。被关兴所杀。
- 薛则，夏侯楙部将。被张苞所杀。
- 裴绪，蜀将，奉诸葛亮命诈称从南安突围的魏将。裴绪去安定欺骗崔谅，诱使其率军出安定助夏侯楙于南安。后又试图诱天水太守马遵出城助夏侯楙，被尚为魏中郎将的姜维识破。
- 崔谅，魏安定太守。被围后诈降诸葛亮，试图引诱蜀军进入在南安设下的圈套，但被诸葛亮看穿，为张苞所杀。
- 杨陵，魏南安太守。杨阜族弟。和崔谅合作诱蜀军进入在南安设下的圈套，但被诸葛亮看破，为关兴所杀。

### 第九十四回
- 彻里吉，西羌王。
- 雅丹，西羌丞相。
- 越吉，西羌元帅。被关兴所杀。
- 韩祯，蜀西平关守将。
- 梁畿，參軍。原型為正史所載梁幾。

### 第九十五回
- 苏颙，郭淮部将。被赵云所杀。
- 万政，郭淮部将。
- 陈造，魏将。曹真先锋，被马岱所杀。

### 第九十六回
- 张普，曹休部将。被朱桓所杀。

### 第九十七回
- 鄞祥，蜀部曲。郝昭同鄉，自薦前往招降郝昭未果。原型為正史所載靳詳。
- 谢雄，蜀裨将。被魏将王双所杀。
- 費耀，曹真部將。原型為正史所載費曜，《漢晉春秋》有「（司馬宣王）乃使西屯长安，都督张郃，费耀、戴陵、郭淮等」記載。
- 龚起，蜀裨将。被王双所杀。

### 第一百回
- 秦良，魏将。被廖化所杀。
- 苟安，蜀将李严部下都尉。诸葛亮第二次北伐时负责运粮到前线，因好酒误期十日。诸葛亮想斩了他，但因杨仪劝谏而饶其性命，杖八十。苟安后叛投魏军，奉司马懿命去蜀都成都散布谣言使蜀帝刘禅不信任诸葛亮，命其班师回京，导致第二次北伐失败。诸葛亮和刘禅澄清误会后问苟安所在，但苟安已逃到魏了。注：正史有名字相似的句安，曾于249年在姜维手下与李韶共事，粮尽投魏，后来在钟会手下参与魏灭蜀之战。句安在小说中也作为另一个人物出现。

### 第一百零二回
- 岑威，魏鎮遠將軍。司馬懿模仿蜀軍製造木牛流馬，讓他用木牛流馬輸送兵糧，途中被王平所殺。
- 鄭文，魏偏將軍。詐降諸葛亮，被識破，被斬。
- 秦明，秦朗弟。被鄭文所殺。

### 第一百零三回
- 张球，魏骁将。在234年曹魏与东吴的合肥之战中在曹命令下与满宠一同作战，火烧诸葛瑾战船，迫其撤退。

### 第一百零六回
- 倫直，參軍。原型為正史所載綸直。
- 單衍，公孫淵部下，为大將軍，公孫淵起兵遼東時为元帥。原型為正史所載公孫淵部將卑衍。
- 裴景，魏将，参与司马懿征辽东，为左都督。
- 仇连，魏将，参与司马懿征辽东，为右都督。被司马懿斩杀以正军法。原型為正史所載都督令史张静。
- 陳群，司馬懿隨軍司馬，與「九品官人法」的創建者非同一人。原型為正史所載軍司馬陳珪，與陳登之父非同一人。
- 畢範，曹爽門客。原型為正史所載畢軌。

### 第一百零七回
- 潘举，曹爽守门将。原型為正史所載曹爽帐下督严世。

### 第一百零九回
- 俄何燒戈，羌將。據《三國志·郭淮傳》：正始……八年，隴西、南安、金城、西平諸羌餓何、燒戈、伐同、蛾遮塞等相結叛亂，攻圍城邑，南招蜀兵，涼州名胡治無戴復叛應之。《三國演義》將餓何、燒戈合為一人。
- 王韬，司马昭主簿。在对姜维的铁笼山之战中，司马昭缺水，王韬建议其祈祷求水。

### 第一百一十回
- 葛雍，毌丘俭先锋。被邓艾所杀。
- 宋白，魏慎县县令。诱杀毌丘俭。疑为同名同姓北宋文人被误作三国时人物。正史毌丘俭系在草中被平民张属射杀。
- 朱芳，魏王经部将。
- 张明，王经部将。
- 花永，王经部将。
- 刘达，王经部将。

### 第一百一十一回
- 鲍素，蜀将。被陈泰军败杀。

### 第一百一十二回
- 陈俊，司马昭部将。
- 王真，司马望部将。被傅佥俘虏后被蜀军乱枪刺死。
- 李鹏，司马望部将。被傅佥所杀。
- 曾宣，诸葛诞部将，守寿春。在淮南第三叛中降魏。

### 第一百一十三回
- 桓懿，孫吳尚書。被孫綝所杀。原型是桓彝。
- 郑伦，邓艾副将。被廖化所杀。
- 邓程，东吴官员。大将军孙綝欲废吴主孙亮，命令中书郎李崇夺其玺绶，令邓程收之。
- 干休，在曲阿见即位途中的吴帝孙休的老人。《三国志·孙休传》：“十月戊寅，行至曲阿，有老公干休叩头曰：……”干是冒犯的意思，是指平民对准皇帝直言，“休”是孙休，“干休”是动宾短语而不是人名，即《三国志》并未记载此老人姓名。
- 党均，邓艾谋士，襄阳人。贿赂蜀宦官黄皓，散布流言说姜维将叛，使刘禅从战场召回姜维。

### 第一百一十四回
- 王瓘，邓艾參軍，獻反間計與邓艾，詐降姜维被識破，被蜀軍圍攻，投黑龍江而死。

### 第一百一十六回
- 邵緩，鄧艾護衛。原型疑為殄虜護軍爰邵。
- 劉實，曹魏相國參軍。原型為正史所載劉寔。
- 卢逊，蜀南郑关守将，迎击鍾会率领的魏軍。擁伏兵使連弩，在关前木橋击败魏军先锋许仪。魏都督鍾会自带帐下甲士百余骑来看，卢逊指挥士兵用诸葛连弩，箭弩一齐射下，于是鍾会拨马後退，魏军大败。盧遜亲自率兵过橋追击，鍾会拍马过桥，马过桥时却落入陷坑。鍾会弃马步行、盧遜赶上，一枪刺来。曹魏兵士荀愷回身一箭，命中盧遜，盧遜落馬而亡。南鄭关陷落後，鍾会進昇荀愷为護軍，問罪处死許儀。
- 寗随，姜维副将。建议姜维从孔函谷攻雍州，迫使魏将诸葛绪从阴平撤退，使姜维得以进入剑阁。

### 第一百一十七回
- 李氏，马邈妻。江油失守后自杀。
- 彭和，诸葛瞻部将。赍书求救于东吴。
- 丘本，邓艾监军。试图说服诸葛瞻于绵竹关投降，未遂。后组织奇袭绵竹关，致蜀军败。

### 第一百一十八回
- 崔夫人，刘谌妻。蜀亡后触柱自杀。

### 第一百一十九回
- 霍戈，蜀漢建寧太守。原型為正史所載正史霍弋。
- 张节，魏黄门侍郎。被司马炎叱武士乱棍打死于殿下。

### 第一百二十回
- 张尚，晋将。于晋灭吴之战中杀吴将陆景。
- 陈元，羊祜部将。
- 孙冀，吴左将军，代陆抗领军。疑是119回登場的左將軍孫異。

## 在《三國志平話》中

### 卷上
- 冉卿，春秋齊國上大夫
- 張表，張角之弟，黃巾軍將領。原型為張梁。
- 元嶠，定州太守。
- 崔廉，督郵。
- 韓甫，滄州洪海郡人。[4]
- 郭潛，睢陽太守，贈送呂布金珠。
- 袁襄，袁術太子，原型為袁燿。
- 簡獻和，劉備義軍將領，原型為簡雍。
- 孫虔，劉備義軍將領，原型為孫乾。
- 董成，國舅，原型為董承。

### 卷中
- 吉平，太醫院醫官，原型為正史太醫令吉本（《後漢書·耿弇傳》作吉丕）。
- 張茂，袁紹部將。
- 孔秀，為曹操敗擒，和《三國演義》的孔秀非同一人。
- 吳危，孫權軍師，原型為張紘。

### 卷下
- 蔣雄，桂陽（當為零陵）太守，原型為劉度。
- 韓國忠，武陵（當為長沙）太守，原型為韓玄。
- 金族，金陵（當為武陵）太守，原型為金旋。
- 王強，原型為范彊
- 張山，原型為張達
- 韓斌，同范彊、張達事蹟
- 杜旗，雲南關太守

## 其他
- 鲍三娘，以诸葛亮南征为背景的明朝《花關索傳》虛構女战士，关索妻之一。
- 王桃，《花關索傳》虛構女战士，关索之妻，王悅的姐姐。
- 王悅，《花關索傳》虛構女战士，关索之妻，王桃的妹妹。
- 花鬘，《花關索傳》及京劇《龍鳳巾》虛構人物，孟获与祝融夫人之女，在战斗中被关索俘虏后相爱，關索妻之一。
- 胡金定，《花關索傳》虛構人物，關羽之妻。
- 马云騄，《三国演义》的20世纪错列历史小说《反三国演义》中的女战士。马超妹，后嫁赵云。
- 諸葛懷，出自張澍《諸葛忠武侯文集·故事》，諸葛亮幼子。
- 諸葛質，出自張澍《諸葛忠武侯文集·故事》，諸葛瞻幼子。
- 諸葛果，出自張澍《諸葛忠武侯文集·故事》、徐道《歷代神仙通鑑》、魏了翁《朝真觀記》，諸葛亮之女。
- 樂淵，出自電視劇《武神趙子龍》，戰國名將樂毅的第十五世孫，趙雲的師爺。
- 芙蓉，吉川英治版本的《三國志》虛構人物，為劉備之妻、劉恢的姪女，不久便因病去世。
- 露昭，吉川英治版本的《三國志》虛構人物，為曹操屬下。原型為路招。
- 陳嬉，吉川英治版本的《三國志》虛構人物，為曹操屬下。
- 梁紀，吉川英治版本的《三國志》虛構人物，為袁術屬下，疑為袁術屬下梁綱和陳紀之誤。
- 楊平，吉川英治版本的《三國志》虛構人物，為張魯屬下。疑把陽平關的「陽平」誤作人名。
- 曹嬰，《三國之見龍卸甲》人物，曹操的孫女，文武雙全，師從祖父曹操兵略。
- 羅平安，《三國之見龍卸甲》人物，趙雲的同鄉誼兄，最後坦言出賣趙雲。
- 軟兒，《三國之見龍卸甲》人物，趙雲的妻子。
- 师勖，字祭酒，电视剧《三国演义》原创人物，在曹操帐下担任乐师。
- 汲布，電視劇《大軍師司馬懿》人物，漢末曹魏校事府校尉，守護張春華。
- 郑姜，《全面戰爭：三国》中的一位将领，领导着一个可玩派系。原型是《三國志·方技傳·周宣傳》里面记载的郑姓、姜姓女子。
- 夏侯紫萼，《三國殺》虛構人物，幼年常為病重的母親採紫萼因此得名，與夏侯惇結拜金蘭因此得姓。血婆娑創始人之一。
- 張葳，《三國殺》及《陣面對決》虛構人物，張奐的養女，於李儒焚城時保護百姓而死。血婆娑創始人之一。
- 夏侯子萼，《三國殺》及《陣面對決》虛構人物，夏侯惇養女，繼承了夏侯紫萼的血婆娑。
- 周姬，《三國殺》及《陣面對決》虛構人物，本名連，周瑜之女，擅長火攻。與周妃並非同一人。
- 烏鵲，《三國殺》及《陣面對決》虛構人物，負責刺殺劉備。
- 田釧，《三國殺》及《陣面對決》虛構人物，負責刺殺呂蒙。
- 文鴛，《三國殺》虛構人物，文鴦之姊，嫁給姜維。
- 黃舞蝶，《三國殺》虛構人物，黃忠與劉赬之女。
- 藩宮，《三國志英傑傳》虛構人物，信都守将。
- 韓英，《三國志英傑傳》虛構人物，信都守将。
- 趙何，《三國志英傑傳》虛構人物，山賊。
- 董梁，《三國志英傑傳》虛構人物，山賊。
- 李明，《三國志英傑傳》虛構人物，泰山女賊。
- 高苍，《三國志英傑傳》虛構人物，異民族。
- 张获，《三國志英傑傳》虛構人物，異民族。
- 程德，《三國志英傑傳》虛構人物，異民族。
- 陳蔣，《三國志英傑傳》虛構人物，公孫瓚軍的輕騎兵。
- 羽則，《三國志英傑傳》虛構人物，公孫瓚軍的步兵。
- 周比，《三國志英傑傳》虛構人物，公孫瓚軍的弓兵。
- 孟肅，《三國志英傑傳》虛構人物，孔融軍的賊兵。
- 嚴雙，《三國志英傑傳》虛構人物，劉辟軍的賊兵。
- 朱康，《三國志英傑傳》虛構人物，劉辟軍的賊兵。
- 楊彥，《三國志英傑傳》虛構人物，金旋軍的賊兵。
- 吳祖，《三國志英傑傳》虛構人物，金旋軍的弓兵。
- 楊蘭，《三國志孔明傳》虛構人物，西羌女將。
- 來鶯兒，新編古裝潮劇《曹營戀歌》、秦腔《雀臺歌女》虛構人物。
- 曹月娥，淮劇《關公辭曹》虛構人物。
- 黃賽花，豫劇《對金抓》虛構人物，山賊。
- 李翠蓮，秦腔《青鋼劍》虛構人物，趙雲之妻。
- 靈雎，電影《銅雀台》中的虛構人物，呂布和貂蟬的女兒。
- 劉三刀，2010年電視劇《三國》虛構人物，某部悍將，人言「三刀之內必斬呂布」。
- 韓勇，2010年電視劇《三國》虛構人物，某部上將。
- 王沖，2010年電視劇《三國》虛構人物，北海勇將。
- 靜姝，2010年電視劇《三國》虛構人物，東漢大將軍何進的後人，為司馬懿的小妾。
- 張宇，2018年電視劇《三国机密之潜龙在渊》虛構人物，漢獻帝劉協的貼身宦官。
- 冷壽光，2018年電視劇《三國機密之潛龍在淵》虛構人物，漢獻帝的小黃門。（《博物志》有记载，但未及职业）
- 潘揚，2018年電視劇《三國機密之潛龍在淵》虛構人物，袁紹組織的西園衛門徒。